# Ebersbach (Leidersbach)
Ebersbach ist ein Gemeindeteil der Gemeinde Leidersbach im unterfränkischen Landkreis Miltenberg in Bayern.

## Geographie
Das Kirchdorf Ebersbach liegt im Spessart auf etwa 175 m ü. NN an der Kreisstraße MIL 11 zwischen Sulzbach am Main und Leidersbach. Die Orte Ebersbach, Leidersbach und Roßbach sind baulich verwachsen. Die Altenburg liegt auf der Gemarkungsgrenze zwischen Soden und Ebersbach.

### Nachbargemarkungen
Folgende Gemarkungen grenzen an das Ortsgebiet von Ebersbach:
|                  | Soden                                       |             |
| Sulzbach am Main | Kompassrose, die auf Nachbargemeinden zeigt | Leidersbach |
| Dornau           |                                             |             |

## Geschichte
Das Dorf wurde im Jahr 1248 im Mainzer Koppelfutterregister als „Ebirsbuch“ erwähnt.
1784 gehörte Ebersbach zur Amtsvogtei Schweinheim des Kurfürstentums Mainz, die ihren Sitz in Aschaffenburg hatte.
1812 gehörte Ebersbach zur Districtsmairie Kleinwallstadt im Departement Aschaffenburg des Großherzogtums Frankfurt und hatte 36 Feuerstellen und 172 Seelen (Einwohner). Maire war Heinrich Nebel; seine Adjuncte hießen Heinrich Schuck und Valentin Seitz. Schullehrer war Johann Adam Enders.
Nach dem Übergang an die Krone Bayern lag Ebersbach ab 1. Oktober 1814 im Landgericht Kleinwallstadt, das 1829 im Landgericht Obernburg aufging.
Daraus wurde 1862 das Bezirksamt Obernburg gebildet. Zwischen 1845 und 1861 wurde am Leidersbach die Ungeheuersmühle errichtet.  Wie überall im Deutschen Reich wurde 1939 die Bezeichnung Landkreis eingeführt. Ebersbach war nun eine der 35 Gemeinden im Landkreis Obernburg am Main. Mit der Auflösung des Landkreises Obernburg kam Ebersbach 1972 in den neu gebildeten Landkreis Miltenberg.
Am 1. Januar 1972 wurden die bis dahin selbstständigen Gemeinden Leidersbach, Ebersbach, Roßbach und Volkersbrunn zur neuen Einheitsgemeinde Leidersbach zusammengeschlossen.

## Naherholung

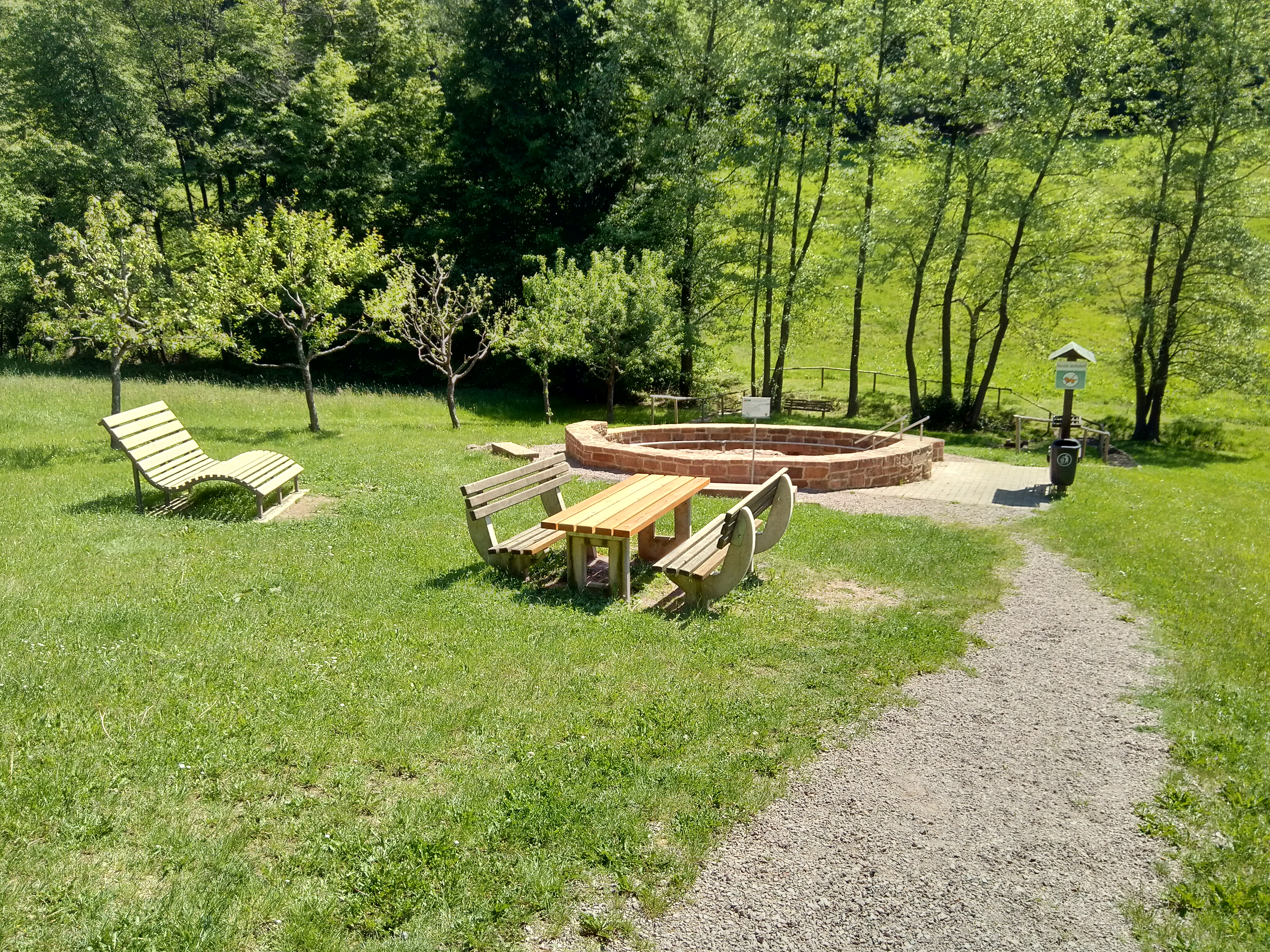
Wassertretanlage mit Barfußpfad

Nordöstlich des Dorfes befindet sich eine Kneipp-Anlage mit Barfußpfad am Bachgraben.

## Kurioses
In der Ebersbacher Flur gibt es ein Gewann namens „Weißer Leimen“. Auch an den übrigen, ziemlich steilen Hängen herrschen Lehmböden vor. Also mussten die Ebersbacher die Speichen ihrer Fuhrwerke oft an die Hemmkette legen, um ihren „Hutzelgrund“, wenn nicht fahrend, so doch rutschend erreichen zu können und so verpassten ihnen die lieben Nachbarn den Ortsnecknamen Lahmeritscher.